# Дугогасящий реактор
Дугогасящий реактор — электрический аппарат, предназначенный для компенсации емкостных токов в электрических сетях с изолированной нейтралью, возникающих при однофазных замыканиях на землю (ОЗЗ).

## Применение
Дугогасящие реакторы применяются для заземления нейтрали трёхфазных сетей 6, 10, 35 кВ.
Из-за распределённой по линии электропередачи или кабелю ёмкости, при ОЗЗ в месте повреждения изоляции возникает ёмкостный ток. Если он превышает 20—30 А, возникает электрическая дуга, горение которой разрушает изоляцию и проводник кабеля, что может приводить к переходу ОЗЗ в двух- или трёхфазное замыкание и отключению линии релейной защитой. Таким образом потребитель электроэнергии может временно лишиться электроснабжения.
Этого не происходит, когда нейтраль сети заземлена через дугогасящий реактор, индуктивность которого во время ОЗЗ такова, что емкостная проводимость распределённой ёмкости сети и индуктивная проводимость реактора на промышленной частоте равны. Происходит компенсация ёмкостного тока. Ёмкостный ток суммируется в месте замыкания с равным ему и противоположным по фазе индуктивным, в результате остается только активная часть, обычно очень малая, это утечки через изоляцию кабельных линий и активные потери в ДГР (обычно не более 5 А), которой недостаточно для возникновения электрической дуги и шагового напряжения. Токоведущие цепи остаются неповреждёнными, потребители продолжают снабжаться электроэнергией. По действующим нормам допускается работа сети с изолированной нейтралью при ОЗЗ в течение 2 часов, предоставляемых персоналу для поиска и устранения повреждений изоляции.

## Классификация
По точности настройки
- Неуправляемые;
- Дугогасящие реакторы (ДГР) со ступенчатой регулировкой тока;
- ДГР с плавной регулировкой тока.

По способу настройки
- Ступенчатые ДГР с отпайками от основной обмотки. Индуктивность ступенчато меняется в зависимости от числа рабочих витков;
- Плунжерные ДГР с регулируемым воздушным зазором в магнитопроводе. Увеличение зазора уменьшает индуктивность;
- ДГР с подмагничиванием. Работают по принципу магнитного усилителя.

По управлению
- Без систем управления. Индуктивность постоянна, либо меняется вручную персоналом распредустройства. Зачастую изменение индуктивности такого реактора – трудоёмкий процесс, требующий отключения реактора. К таким ДГР относятся, в основном, ступенчатые.
- С приводом. Привод позволяет менять индуктивность реактора не отключая его от сети.
- С измерителем ёмкости сети. Индуктивность реактора настраивается системой управления при любом изменении ёмкости сети автоматически.

Современные ДГР оснащаются цифровыми системами управления, возможности которых намного шире, чем только измерение ёмкости сети и регулировка индуктивности реактора. Это и сбор статистики замыканий, и телеметрия, и помощь персоналу в поиске повреждённых линий и многое другое. Успешным оказался и опыт по производству реакторов без механических частей (с подмагничиванием), имеющих больший срок службы и надёжность. Ими постепенно вытесняются устаревшие реакторы со ступенчатой регулировкой.